# Mzamiru Yassin
Mzamiru Yassini Selemba (Morogoro, 3 gennaio 1996) è un calciatore tanzaniano, centrocampista del Simba e della Nazionale tanzaniana.

## Carriera

### Club
Ha iniziato la propria carriera nelle file del Mtibwa Sugar. Il 2 luglio 2016 si è trasferito al Simba.

### Nazionale
Ha debuttato in Nazionale il 13 novembre 2016, nell'amichevole Zimbabwe-Tanzania (3-0). Ha partecipato, con la selezione tanzaniana, alla Coppa d'Africa 2023, alla Coppa COSAFA 2017 e alle edizioni 2017 e 2019 della Coppa CECAFA. È sceso in campo, inoltre, nelle qualificazioni ai Mondiali 2022, nelle qualificazioni alla Coppa d'Africa 2019 e 2023, oltre che nelle qualificazioni alle edizioni 2018, 2020 e 2022 del Campionato delle nazioni africane. 

## Statistiche

### Cronologia presenze e reti in nazionale
Statistiche aggiornate al 4 dicembre 2024.

| Cronologia completa delle presenze e delle reti in nazionale ― Tanzania | Cronologia completa delle presenze e delle reti in nazionale ― Tanzania | Cronologia completa delle presenze e delle reti in nazionale ― Tanzania | Cronologia completa delle presenze e delle reti in nazionale ― Tanzania | Cronologia completa delle presenze e delle reti in nazionale ― Tanzania | Cronologia completa delle presenze e delle reti in nazionale ― Tanzania | Cronologia completa delle presenze e delle reti in nazionale ― Tanzania | Cronologia completa delle presenze e delle reti in nazionale ― Tanzania |
| Data                                                                    | Città                                                                   | In casa                                                                 | Risultato                                                               | Ospiti                                                                  | Competizione                                                            | Reti                                                                    | Note                                                                    |
| ----------------------------------------------------------------------- | ----------------------------------------------------------------------- | ----------------------------------------------------------------------- | ----------------------------------------------------------------------- | ----------------------------------------------------------------------- | ----------------------------------------------------------------------- | ----------------------------------------------------------------------- | ----------------------------------------------------------------------- |
| 13-11-2016                                                              | Harare                                                                  | Zimbabwe                                                                | 3 – 0                                                                   | Tanzania                                                                | Amichevole                                                              | -                                                                       | 69’                                                                     |
| 25-3-2017                                                               | Dar-es-Salaam                                                           | Tanzania                                                                | 2 – 0                                                                   | Botswana                                                                | Amichevole                                                              | -                                                                       | 52’                                                                     |
| 28-3-2017                                                               | Dar-es-Salaam                                                           | Tanzania                                                                | 2 – 1                                                                   | Burundi                                                                 | Amichevole                                                              | -                                                                       | 80’ 90+2’                                                               |
| 10-6-2017                                                               | Mbagala                                                                 | Tanzania                                                                | 1 – 1                                                                   | Lesotho                                                                 | Qual. Coppa d'Africa 2019                                               | -                                                                       | 72’                                                                     |
| 25-6-2017                                                               | Moruleng                                                                | Tanzania                                                                | 2 – 0                                                                   | Malawi                                                                  | Coppa COSAFA 2017 - Gironi                                              | -                                                                       |                                                                         |
| 27-6-2017                                                               | Phokeng                                                                 | Angola                                                                  | 0 – 0                                                                   | Tanzania                                                                | Coppa COSAFA 2017 - Gironi                                              | -                                                                       |                                                                         |
| 29-6-2017                                                               | Moruleng                                                                | Tanzania                                                                | 1 – 1                                                                   | Mauritius                                                               | Coppa COSAFA 2017 - Gironi                                              | -                                                                       |                                                                         |
| 2-7-2017                                                                | Phokeng                                                                 | Sudafrica                                                               | 0 – 1                                                                   | Tanzania                                                                | Coppa COSAFA 2017 - Quarti di finale                                    | -                                                                       |                                                                         |
| 5-7-2017                                                                | Moruleng                                                                | Zambia                                                                  | 4 – 2                                                                   | Tanzania                                                                | Coppa COSAFA 2017 - Semifinali                                          | -                                                                       |                                                                         |
| 15-7-2017                                                               | Mwanza                                                                  | Tanzania                                                                | 1 – 1                                                                   | Ruanda                                                                  | Qual. CHAN 2018                                                         | -                                                                       |                                                                         |
| 22-7-2017                                                               | Kigali                                                                  | Ruanda                                                                  | 0 – 0                                                                   | Tanzania                                                                | Qual. CHAN 2018                                                         | -                                                                       |                                                                         |
| 2-9-2017                                                                | Dar-es-Salaam                                                           | Tanzania                                                                | 2 – 0                                                                   | Botswana                                                                | Amichevole                                                              | -                                                                       | 58’                                                                     |
| 7-10-2017                                                               | Dar-es-Salaam                                                           | Tanzania                                                                | 1 – 1                                                                   | Malawi                                                                  | Amichevole                                                              | -                                                                       | 15’ 49’, 90+3’                                                          |
| 3-12-2017                                                               | Machakos                                                                | Libia                                                                   | 0 – 0                                                                   | Tanzania                                                                | Coppa CECAFA 2017 - Gironi                                              | -                                                                       | 87’                                                                     |
| 7-12-2017                                                               | Machakos                                                                | Tanzania                                                                | 1 – 2                                                                   | Zanzibar                                                                | Coppa CECAFA 2017 - Gironi                                              | -                                                                       |                                                                         |
| 9-12-2017                                                               | Machakos                                                                | Ruanda                                                                  | 2 – 1                                                                   | Tanzania                                                                | Coppa CECAFA 2017 - Gironi                                              | -                                                                       | 59’                                                                     |
| 22-9-2019                                                               | Dar-es-Salaam                                                           | Tanzania                                                                | 0 – 1                                                                   | Sudan                                                                   | Qual. CHAN 2020                                                         | -                                                                       | 73’                                                                     |
| 14-10-2019                                                              | Kigali                                                                  | Ruanda                                                                  | 0 – 0                                                                   | Tanzania                                                                | Amichevole                                                              | -                                                                       | 54’                                                                     |
| 18-10-2019                                                              | Omdurman                                                                | Sudan                                                                   | 1 – 2                                                                   | Tanzania                                                                | Qual. CHAN 2020                                                         | -                                                                       |                                                                         |
| 15-11-2019                                                              | Dar-es-Salaam                                                           | Tanzania                                                                | 2 – 1                                                                   | Guinea                                                                  | Qual. Coppa d'Africa 2021                                               | -                                                                       | 66’                                                                     |
| 19-11-2019                                                              | Monastir                                                                | Libia                                                                   | 2 – 1                                                                   | Tanzania                                                                | Qual. Coppa d'Africa 2021                                               | -                                                                       |                                                                         |
| 8-12-2019                                                               | Kampala                                                                 | Kenya                                                                   | 1 – 0                                                                   | Tanzania                                                                | Coppa CECAFA 2019 - Gironi                                              | -                                                                       |                                                                         |
| 10-12-2019                                                              | Kampala                                                                 | Tanzania                                                                | 1 – 0                                                                   | Zanzibar                                                                | Coppa CECAFA 2019 - Gironi                                              | -                                                                       |                                                                         |
| 14-12-2019                                                              | Kampala                                                                 | Tanzania                                                                | 0 – 0                                                                   | Sudan                                                                   | Coppa CECAFA 2019 - Gironi                                              | -                                                                       |                                                                         |
| 17-12-2019                                                              | Kampala                                                                 | Uganda                                                                  | 1 – 0                                                                   | Tanzania                                                                | Coppa CECAFA 2019 - Semifinali                                          | -                                                                       | 56’                                                                     |
| 19-12-2019                                                              | Kampala                                                                 | Kenya                                                                   | 2 – 1                                                                   | Tanzania                                                                | Coppa CECAFA 2019 - Finale 3º posto                                     | -                                                                       |                                                                         |
| 11-10-2020                                                              | Dar-es-Salaam                                                           | Tanzania                                                                | 0 – 1                                                                   | Burundi                                                                 | Amichevole                                                              | -                                                                       | 76’                                                                     |
| 25-3-2021                                                               | Malabo                                                                  | Guinea                                                                  | 1 – 0                                                                   | Tanzania                                                                | Qual. Coppa d'Africa 2021                                               | -                                                                       |                                                                         |
| 13-6-2021                                                               | Dar-es-Salaam                                                           | Tanzania                                                                | 2 – 0                                                                   | Malawi                                                                  | Amichevole                                                              | -                                                                       | 46’                                                                     |
| 2-9-2021                                                                | Lubumbashi                                                              | RD del Congo                                                            | 1 – 1                                                                   | Tanzania                                                                | Qual. Mondiali 2022                                                     | -                                                                       | 59’                                                                     |
| 7-9-2021                                                                | Dar-es-Salaam                                                           | Tanzania                                                                | 3 – 2                                                                   | Madagascar                                                              | Qual. Mondiali 2022                                                     | -                                                                       |                                                                         |
| 7-10-2021                                                               | Dar-es-Salaam                                                           | Tanzania                                                                | 0 – 1                                                                   | Benin                                                                   | Qual. Mondiali 2022                                                     | -                                                                       | 63’                                                                     |
| 11-11-2021                                                              | Dar-es-Salaam                                                           | Tanzania                                                                | 0 – 3                                                                   | RD del Congo                                                            | Qual. Mondiali 2022                                                     | -                                                                       | 46’                                                                     |
| 14-11-2021                                                              | Antananarivo                                                            | Madagascar                                                              | 1 – 1                                                                   | Tanzania                                                                | Qual. Mondiali 2022                                                     | -                                                                       | 64’                                                                     |
| 4-6-2022                                                                | Cotonou                                                                 | Niger                                                                   | 1 – 1                                                                   | Tanzania                                                                | Qual. Coppa d'Africa 2023                                               | -                                                                       | 45’                                                                     |
| 8-6-2022                                                                | Dar-es-Salaam                                                           | Tanzania                                                                | 0 – 2                                                                   | Algeria                                                                 | Qual. Coppa d'Africa 2023                                               | -                                                                       |                                                                         |
| 23-7-2022                                                               | Dar-es-Salaam                                                           | Somalia                                                                 | 0 – 1                                                                   | Tanzania                                                                | Qual. CHAN 2022                                                         | -                                                                       |                                                                         |
| 30-7-2022                                                               | Dar-es-Salaam                                                           | Tanzania                                                                | 2 – 1                                                                   | Somalia                                                                 | Qual. CHAN 2022                                                         | -                                                                       |                                                                         |
| 3-9-2022                                                                | Kampala                                                                 | Uganda                                                                  | 3 – 0                                                                   | Tanzania                                                                | Qual. CHAN 2022                                                         | -                                                                       |                                                                         |
| 24-9-2022                                                               | Bengasi                                                                 | Tanzania                                                                | 1 – 0                                                                   | Uganda                                                                  | Amichevole                                                              | -                                                                       |                                                                         |
| 27-9-2022                                                               | Bengasi                                                                 | Libia                                                                   | 2 – 1                                                                   | Tanzania                                                                | Amichevole                                                              | -                                                                       |                                                                         |
| 24-3-2023                                                               | Ismailia                                                                | Uganda                                                                  | 0 – 1                                                                   | Tanzania                                                                | Qual. Coppa d'Africa 2023                                               | -                                                                       |                                                                         |
| 28-3-2023                                                               | Dar-es-Salaam                                                           | Tanzania                                                                | 0 – 1                                                                   | Uganda                                                                  | Qual. Coppa d'Africa 2023                                               | -                                                                       | 54’ 72’                                                                 |
| 18-6-2023                                                               | Dar-es-Salaam                                                           | Tanzania                                                                | 1 – 0                                                                   | Niger                                                                   | Qual. Coppa d'Africa 2023                                               | -                                                                       | 60’                                                                     |
| 7-9-2023                                                                | Annaba                                                                  | Algeria                                                                 | 0 – 0                                                                   | Tanzania                                                                | Qual. Coppa d'Africa 2023                                               | -                                                                       | 90’                                                                     |
| 15-10-2023                                                              | Taif                                                                    | Sudan                                                                   | 1 – 1                                                                   | Tanzania                                                                | Amichevole                                                              | -                                                                       |                                                                         |
| 27-12-2023                                                              | Zanzibar                                                                | Zanzibar                                                                | 0 – 0                                                                   | Tanzania                                                                | Amichevole                                                              | -                                                                       |                                                                         |
| 21-1-2024                                                               | San-Pédro                                                               | Zambia                                                                  | 1 – 1                                                                   | Tanzania                                                                | Coppa d'Africa 2023 - Gironi                                            | -                                                                       |                                                                         |
| 24-1-2024                                                               | Korhogo                                                                 | Tanzania                                                                | 0 – 0                                                                   | RD del Congo                                                            | Coppa d'Africa 2023 - Gironi                                            | -                                                                       | 71’                                                                     |
| Totale                                                                  |                                                                         | Presenze                                                                | 49                                                                      |                                                                         | Reti                                                                    | 0                                                                       |                                                                         |

## Palmarès

### Club

#### Competizioni nazionali
- Ligi Kuu Bara: 4

Simba: 2017-2018, 2018-2019, 2019-2020, 2020-2021
- Coppa di Tanzania: 4

Simba: 2016-2017, 2019-2020, 2020-2021
- Tanzania Community Shield: 5

Simba: 2017, 2018, 2019, 2020, 2023
- Coppa Mapinduzi: 1

Simba: 2022

#### Competizioni internazionali
- Coppa Kagame Inter-Club: 1

Simba: 2018